# Iván Viktória
Iván Viktória (Pécs, 1976. szeptember 18. –) labdarúgó, hátvéd. Jelenleg a Pécsi VSK labdarúgója.

## Pályafutása
2003-ig a Pécsi MFC labdarúgója volt. A 2003–04-es idényben a bajnok Viktória FC együttesében szerepelt. 2004 óta a Pécsi VSK játékosa. Tagja volt a 2006–07-es NB II-es bajnokcsapatnak.

## Sikerei, díjai
- Magyar bajnokság
  - bajnok: 2003–04
- NB II
  - bajnok: 2006–07